# United States District Court for the Southern District of New York

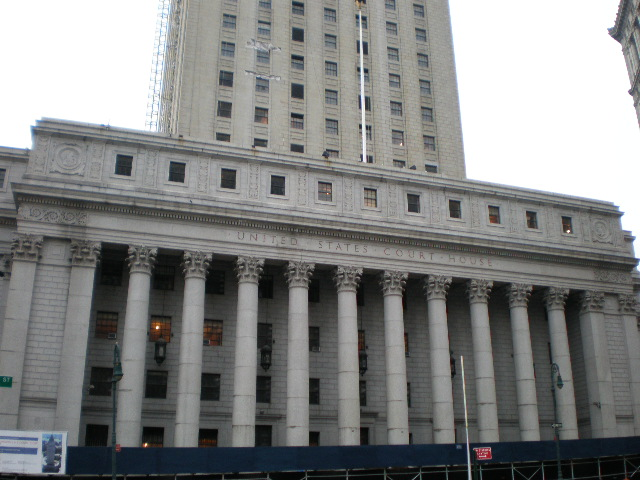
O assento de Manhattan está localizado na Thurgood Marshall U.S. Courthouse em 40 Centre Street.

O United States District Court for the Southern District of New York (em citações de caso, S.D.N.Y.) é uma corte federal de distrito. Apelações do Southern District of New York são levadas ao Segundo Circuito de Tribunais de Apelações dos Estados Unidos (exceto em apelações de patente e contra o governo dos EUA sob o Tucker Act, os quais são apelados ao Circuito Federal). 
Sua jurisdição compreende os seguintes condados: New York (Manhattan), Bronx, Westchester, Putnam, Rockland, Orange, Dutchess, e Sullivan. Os tribunais estão localizados em Manhattan e White Plains.